# 黑斯廷斯和拉伊 (英國國會選區)
黑斯廷斯和拉伊（英語：Hastings and Rye），英國國會一自治市選區，位於英格蘭東南部東薩塞克斯郡東部，包括黑斯廷斯全部和羅瑟的一部份。
始設於1983年。2010年大選中保守黨的安珀·路德以41.1%選票擊敗工黨的現任議員邁克爾·福斯特，為保守黨奪回失去十三年的議席。